# Louis Marc Pons, markis de Pons
Louis Marc Pons, markis de Pons, var en fransk diplomat. Han var Frankrikes sändebud i Sverige från 1783 till 1789. Far till Camille du Bois de la Motte.